# Carlo Leva
Carlo Leva (né à Bergamasco le 27 février 1930  et mort à Alexandrie le 4 avril 2020) est un costumier, décorateur , scénographe,  directeur artistique italien actif de 1950 à 2010. 

## Biographie
Après avoir commencé sa carrière en tant que second directeur artistique adjoint à Gênes sur le tournage de Au-delà des grilles, Carlo Leva étudie l'architecture à Rome, se spécialisant dans la décoration, la conception de costumes et de décors pour les films et la publicité. 
En 1962,il est embauché comme directeur artistique adjoint sur Sodome et Gomorrhe  de Robert Aldrich, où il rencontre le deuxième directeur d' unité, Sergio Leone, qui l'embauche par la suite comme directeur artistique adjoint sur Pour une poignée de dollars, Et pour quelques dollars de plus et Le Bon, la Brute et le Truand et comme décorateur sur Il était une fois dans l'Ouest. Il s'est lié d'amitié avec le réalisateur Enzo Muzii, avec qui il a travaillé sur des films comme Come l'amore. Parmi les autres réalisateurs qui ont collaboré avec lui figurent Federico Fellini, Dario Argento (pour Le chat à neuf queues ) et Carol Reed. 
En 2017, il a participé au film documentaire Sad Hill Unearthed, racontant la reconstruction de la scène du cimetière de Le Bon, la Brute et le Truand. 
Carlo Leva est mort à Alexandrie le 4 avril 2020, à l'âge de 90 ans, des suites d'une soudaine maladie.

## Filmographie
- 1965 : Un mercenaire reste à tuer (All'ombra di una colt) de Giovanni Grimaldi
- 1972 : Alléluia défie l'Ouest (Il West ti va stretto, amico... è arrivato Alleluja) de Giuliano Carnimeo
- 1984 : Et la vie continue (...e la vita continua) de Dino Risi